# Макэй, Данкан
Да́нкан Макэ́й (распространены варианты русской передачи имени и фамилии, отступающие от фактического произношения: Ду́нкан Макке́й, Ду́нкан Макки́, Ду́нкан Маккэ́й и т. п.; англ. Duncan Mackay; род. 2 июля 1950, Лидс, Йоркшир, Англия, Великобритания) — британский композитор, певец, аранжировщик и клавишник. Сотрудничал с известными музыкальными коллективами и исполнителями, в том числе Steve Harley & Cockney Rebel, Colosseum II, 10cc, The Alan Parsons Project, Кейт Буш. Автор музыки к телевизионным и кинофильмам «Тренер» (2001), «Post» (2002), «Барсучья тропа: Охотники за мёдом Ньясы» (англ. Badger Quest: The Honey Hunters of Niassa, 2008).